# Jhonny Baldeón
Jhonny Alejandro Baldeón Parreño (ur. 15 czerwca 1981 w Sangolquí) – ekwadorski piłkarz występujący na pozycji napastnika. Zawodnik klubu Macará.

## Kariera klubowa
Baldeón karierę rozpoczynał w 2001 roku w zespole Deportivo Quito. Grał do połowy sezonu 2004. Wówczas odszedł do peruwiańskiej drużyny Alianza Lima. W tamtym sezonie zdobył z nią mistrzostwo Peru. W 2005 roku wrócił do Deportivo Quito. Jednak jeszcze w tym samym roku przeniósł się do argentyńskiego Talleres Córdoba z Primera B Nacional. Spędził tam sezon 2005/2006.
W połowie 2006 roku Baldeón wrócił do Ekwadoru, gdzie został graczem zespołu Barcelona SC. Występował tam do końca sezonu 2006. Następnie grał dla Deportivo Quito, Espoli oraz ponownie Deportivo Quito, z którym w 2009 roku zdobył mistrzostwo Ekwadoru.
Sezon 2010 Baldeón spędził w Independiente José Terán, a w 2011 roku odszedł do drużyny Macará.

## Kariera reprezentacyjna
W reprezentacji Ekwadoru Baldeón zadebiutował w 2002 roku. 13 lutego 2003 roku w wygranym 2:1 towarzyskim spotkaniu z Estonią strzelił pierwszego gola w zespole narodowym. W 2004 roku został powołany do kadry na Copa América. Nie zagrał jednak na nim ani razu, a Ekwador odpadł z turnieju po fazie grupowej.
W latach 2002–2006 w drużynie narodowej Baldeón rozegrał łącznie 12 spotkań i zdobył 3 bramki.